# Santiago Orduna
Santiago Orduna (n. 31 de agosto de 1983 en Buenos Aires) es un jugador de voleibol argentino, integrante de la selección de su país entre los años 2006 y 2008. En el Campeonato Sudamericano de Voleibol 2007 obtuvo el segundo puesto con su selección, y fue elegido Mejor Armador de Sudamérica, Clasificando su selección a la Copa Del Mundo de Japón. Participó también en la Selección Juvenil Argentina en el año 2002. Después de jugar 2 años en España y ganar en el 2008 la Copa del Rey de Voleibol, siendo elegido mejor armador del torneo, se mudó a Italia. Empezó en Catania de la mano de Hugo Conte, como entrenador en el 2009. 
En el 2014 salió campeón de la  Copa Italia A2 y también logró el tan ansiado, y meritorio ascenso directo a la máxima categoría del vóley Serie A1 masculina de Voleibol de Italia con la Pallavolo Padova.  Actualmente[¿cuándo?] juega en  Azimut Modena de la Serie A1.

## Carrera deportiva
Hijo de María Inés Marina y Guillermo Orduna, entrenador de la Selección femenina de voleibol de Argentina. Se formó deportivamente en el club Ba.Na.De desde los 13 a los 18 años. Tras participar en la Selección Juvenil Argentina en el Sudamericano de 2002, se trasladó con su familia a España, donde tuvo su primera experiencia en la Superliga masculina de voleibol de España en el club Club Vigo Voleibol. Después de una temporada y de regreso a la Argentina, jugó en el club Club Náutico Hacoaj su primera Liga A1 Argentina. Luego de una gran temporada fue llamado por Daniel Castellani para integrar el plantel de Bolivar Voley. Dos años en Bolivar fueron suficientes para dar el salto al exterior una vez más, a España al club Elche J'Hayber Voleibol y luego al Numancia CMA Soria donde se consagró campeón de Copa del Rey de Voleibol en el año 2008. Obtuvo una convocatoria para la Selección Masculina De Voleibol, dirigida por Jon Emili Uriarte. Participó en los siguientes torneos: Liga Mundial de Voleibol 2007, Copa América, Juegos Panamericanos de 2007, Campeonato Sudamericano de Voleibol 2007, Copa de Mundo Japón 2007, Preolímpico Pekín 2008. Terminado el periodo de Selección Argentina, emigró a Italia donde jugó en Catania, Citta di Castello, Reggio Emilia y Padova. Conquistó una  Copa Italia A2 y un campeonato que otorgó acceso el ascenso directo a la máxima categoría. Hoy en día juega en  Tonazzo Padova.[¿cuándo?]

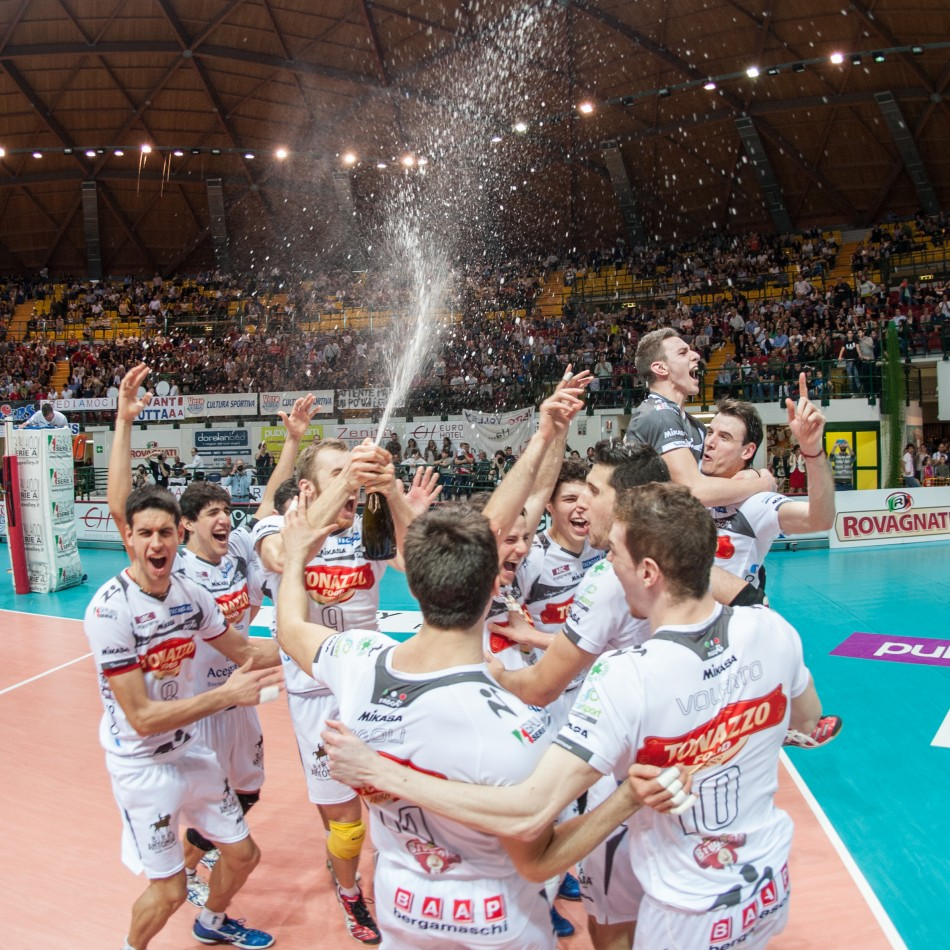
Ascenso